# Fuyuan (Jiamusi)
Koordinaten: 47° 55′ N, 134° 16′ O
Fuyuan (抚远市; Pinyin: Fǔyuǎn Shì) ist eine kreisfreie Stadt im Verwaltungsgebiet der bezirksfreien Stadt Jiamusi in der chinesischen Provinz Heilongjiang. Sie hat eine Fläche von 5.175 km² und zählt 97.329 Einwohner (Stand: Zensus 2020). Die Stadt wurde 2016 aus dem gleichnamigen Kreis Fuyuan gebildet.
Die Stätte der alten Stadt Mangjitazhan (Mangjitazhan gucheng 莽吉塔站故城) aus der Zeit der Ming-Dynastie steht seit 2006 auf der Liste der Denkmäler der Volksrepublik China (6-68). Im Osten des Kreises liegt im Zusammenfluss von Heilong Jiang und Ussuri die Insel Heixiazi Dao, deren westliche Hälfte im Oktober 2008 von Russland an China zurückgegeben wurde.

## Administrative Gliederung
Auf Gemeindeebene setzt sich Fuyuan aus vier Großgemeinden und fünf Gemeinden zusammen. Diese sind:
- Großgemeinde Fuyuan (抚远镇);
- Großgemeinde Hanconggou (寒葱沟镇);
- Großgemeinde Nongqiao (浓桥镇);
- Großgemeinde Zhuaji (抓吉镇);
- Gemeinde Tongjiang (通江乡);
- Gemeinde Nongjiang (浓江乡);
- Gemeinde Haiqing (海青乡);
- Gemeinde Bielahong (别拉洪乡);
- Gemeinde Yanan (鸭南乡).

Im Verwaltungsgebiet Fuyuans liegen außerdem:
- die Staatsfarm Qianshao (前哨农场);
- die Staatsfarm Qianfeng (前锋农场);
- die Staatsfarm Erdaohe (二道河农场).

## Verkehr
Fuyuan ist mit dem chinesischen Eisenbahnnetz verbunden. Fuyuan ist ein Grenzübergang, während den eisfreien Zeit findet auf dem Heilong Jiang (Amur) ein Güterverkehr mit Chabarovsk statt.